# Luz zodiacal

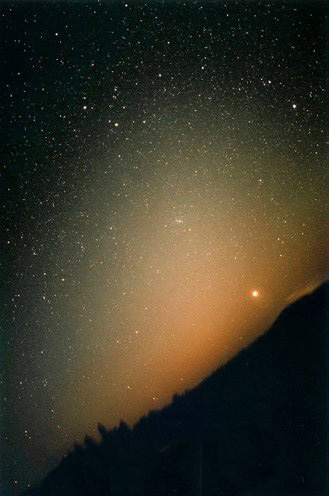
Foto do fenômeno da luz zodiacal.

A luz zodiacal é um feixe de luz fraca, quase triangular, visto no céu noturno e que se estende ao longo do plano da eclíptica, onde estão as constelações do Zodíaco. Cobre completamente o céu, mas só é perceptível no plano da eclíptica e é responsável por 60% da luz natural em uma noite sem Lua. É causada pela dispersão da luz solar nas partículas de poeira que são encontradas em todo o Sistema Solar. Pode ser observado no céu noturno, mesmo depois do pôr-do-sol ou antes do nascer-do-sol, tanto na Primavera quanto no Outono.

## Observação
A luz zodiacal é muito fraca e é completamente invisível no céu suficientemente iluminado por outros objetos brilhantes como a Lua ou a poluição luminosa. Nas latitudes médias do Hemisfério Norte, é melhor observada na Primavera dirigindo a vista para o Oeste, depois do crepúsculo, ou olhando para o Leste, no Outono, pouco antes do amanhecer. A luz zodiacal aparece como uma coluna, muito brilhante no horizonte, inclinada no ângulo da eclíptica.
A intensidade da luz diminui com a distância do Sol. Em algumas noites muito escuras é possível ver uma faixa contínua ao longo de toda a eclíptica. Em oposição à luz zodiacal, pode-se ver um brilho muito fraco de forma oval conhecido como Gegenschein.
Ver o halo de luz zodiacal nem sempre é fácil. É preciso escolher bem o momento da observação. Como o brilho se estende ao longo de toda a eclíptica, é melhor observável quando ele se levanta acima do horizonte, o que depende da estação.

## Formação do fenômeno
O fenômeno da luz zodiacal é produzido pela reflexão da luz do sol nas partículas de poeira no Sistema solar conhecida como poeira cósmica. Consequentemente, seu espectro é o mesmo que o espectro solar. O material que produz a luz zodiacal é chamado de nuvem de poeira interplanetária e está localizado em um volume em forma de lente, centrado no Sol, e que se estende bem para além da órbita da Terra. Como a maioria desse material está localizada perto do plano do sistema solar, a luz zodiacal é vista ao longo da eclíptica. A quantidade de matéria necessária para produzir a luz zodiacal observada é surpreendentemente pequena. Se fosse na forma de partículas de um milímetro, cada uma com o mesmo albedo (refletividade da superfície de um corpo), como por exemplo, a Lua da Terra, cada partícula estaria à 8 km de seus vizinhos.
O Efeito Poynting-Robertson faz com que as partículas se movam lentamente em espiral nas proximidades do Sol, o que requer uma fonte contínua de novas partículas para manter a nuvem zodiacal. Acredita-se que a poeira oriunda de cometas e a poeira gerada pelas colisões entre asteroides são os principais responsáveis pela manutenção da nuvem de poeira que produz a luz zodiacal e o Gegenschein. Nos últimos anos, as observações feitas por uma variedade de sondas espaciais mostraram estruturas significativas na luz zodiacal, incluindo faixas de absorção da poeira associados com restos de determinadas famílias de asteroides e de várias trilhas de cometas.
A primeira descrição detalhada da luz zodiacal foi feita em 1683 pelo matemático e astrônomo italiano Giovanni Domenico Cassini e explicada por seu colega suíço Nicolas Fatio de Duillier em 1684.